# The Husbands of River Song
"The Husbands of River Song" é um episódio especial de Natal da série de ficção científica britânica Doctor Who, transmitido originalmente através da BBC One em 25 de dezembro de 2015. Escrito por Steven Moffat e dirigido por Douglas Mackinnon, ele marca o retorno de Alex Kingston como River Song, fazendo sua primeira aparição ao lado de Peter Capaldi como o Décimo segundo Doutor. Este foi o décimo primeiro episódio natalino desde que o programa retornou em 2005.

## Enredo
No dia de Natal de 5343 na colônia humana de Mendorax Dellora, o Doutor (Peter Capaldi) é confundido por um servo, Nardole (Matt Lucas), com um cirurgião contratado por River Song (Alex Kingston) para tratar de seu marido que estava morrendo, o rei Hydroflax. River, que ainda não tinha conhecido a atual encarnação do Doutor, não consegue reconhecê-lo, frustrando-o cada vez mais com seus flertes com Hydroflax. River leva o Doutor de lado para discutir a operação que ela quer realizar de fato; o Halassi Androvar, o diamante mais valioso do universo, se alojou no cérebro de Hydroflax durante uma incursão nos cofres de Halassi e está lentamente matando-o. River quer que "o cirurgião" remova toda a cabeça, considerando ser mais rápido e fácil.
Eles são interrompidos por Hydroflax, que tinha ouvido a conversa. Ele tira a cabeça de seu corpo mecânico e dá ordens para matá-los. Enquanto River se defende, o Doutor agarra a cabeça de Hydroflax e ameaça colocá-lo no triturador de lixo, criando um impasse, e permitindo que Ramone (Phillip Rhys), marido real de River, os teletransporte, juntamente com a cabeça de Hydroflax, para fora do navio. Acreditando que Nardole tem informações sobre River, o corpo de Hydroflax o decapita e usa a sua cabeça para ele.
Embora o Doutor tenha se convencido de que River sabe quem ele é, ela nega. Ela revela que ela propositalmente derrubou a nave de Hydroflax em sua localização por saber que o Doutor estaria naquela área com a TARDIS. Não estando familiarizado com o novo conjunto de regenerações do Doutor, ela tem carteira incompleta de seus rostos e Ramone só foi capaz de encontrar a TARDIS, não o seu proprietário; River decide que só vai pegar emprestado em vez disso. No entanto, o sistema de proteção da TARDIS os impedem de decolar quando detecta que a cabeça e o corpo de Hydroflax estão, respectivamente, dentro e fora da máquina.
Ouvindo Nardole pedindo ajuda, Ramone é enganado e também tem sua cabeça decapitada por Hydroflax. A cabeça de Hydroflax permite que seu corpo localize a TARDIS, usando Ramone para forçar seu caminho para dentro. Com a cabeça e o corpo de Hydroflax na TARDIS, ela decola rumo a nave Harmony and Redemption, onde River pede ao maître, Flemming, que sele a bagagem de porão, a fim de evitar que o corpo de Hydroflax os persiga ainda mais.
Em vez de devolver o diamante para Halassi, River revela que ela pretende vender o diamante para um comprador chamado Scratch, que secretamente encheu o ponto de encontro com os membros de sua própria espécie. Depois de receber o pagamento, River e do Doutor descobrem que Scratch e seus compatriotas adoram o Rei Hydroflax e são depois do diamante em sua honra. Apesar das tentativas de esconder a cabeça ensacada contendo o diamante, eles são impedidos de escapar por Flemming, que foi levado a entrar na área de bagagem por Ramone. Flemming prometeu ao corpo de Hydroflax uma cabeça ainda maior, a cabeça do Doutor, e acredita que River Song será a isca perfeita para obtê-la.
Sentindo que a cabeça de Hydroflax está além da recuperação e vai morrer em breve, o corpo de Hydroflax a destrói, deixando apenas o diamante. River é interrogada sobre o paradeiro do Doutor, mas ela explica que, embora ela o ame, eles estão enganados ao pensar que ele a ama o suficiente para encontrar-se com ela, como ela acredita que o Doutor seria incapaz de se apaixonar. Vendo o olhar firme e o sorriso leve no rosto do Doutor, River percebe que ele estava ao seu lado todo esse tempo; o Doutor confirma isso dizendo: "Olá, querida."
Sendo uma viajante do tempo, River sabe a nave está prestes a colidir com uma chuva de meteoros, que ela usa como seu plano de fuga, levando o diamante no processo. O Doutor usa dispositivo de transferência bancária universal de Scratch para sobrecarregar o corpo de Hydroflax, antes de ir para a ponte da espaçonave. Enquanto o navio falha, River percebe que eles estão caminhando para o planeta Darillium - casa das Singing Towers, mencionada pela River do futuro como o lugar onde ela passou sua última noite com o Doutor ("Forest of the Dead"). Percebendo que eles não podem salvar a nave, eles fogem para a TARDIS, mas o impacto do acidente deixa River inconsciente.
Depois de evitar levar River a Darillium por tanto tempo quanto possível para evitar o seu último encontro juntos mencionado por seu próprio futuro, o Doutor decide aceitar o inevitável. Depois de viajar para a manhã seguinte, o Doutor sugere a um homem que buscava por sobreviventes do acidente que construísse um restaurante onde eles estavam de pé, com vista para as Singing Towers, e dá-lhe o diamante para financiar sua construção. Ele viaja para a frente no tempo, mais uma vez, onde descobre que o restaurante só teria vaga para o dia de Natal no prazo de quatro anos. Quando River acorda, o Doutor está esperando por ela em sua mesa. O corpo de Hydroflax, agora pacificamente controlado por Ramone e Nardole, foi retirado dos destroços e colocado para trabalhar como garçom no restaurante.
O Doutor dá um presente a River: a chave de fenda sônica que ela vai usar na biblioteca. Enquanto eles admiram as Singing Towers, River pergunta se as histórias que esta será a sua última noite deles juntos são verdadeiras, mas o Doutor responde dizendo "Spoilers". Ele insiste que não há maneira de evitar o fim de seus momentos juntos e se recusa a contar o futuro a River, mas revela que uma noite em Darillium tem a duração de vinte e quatro anos, dando-lhes um longo último encontro. Com os dois sorrindo um para o outro, as palavras "e os dois viveram felizes para sempre" aparecem na tela.

### Continuidade
Ramone mostra imagens dos doze rostos originais do Doutor, que River menciona ter a fim de reconhecer o Doutor em "The Time of Angels". Ela não reconhece a atual versão do Doutor porque ele "tem limites", referindo-se ao limite de 12 regenerações dos Senhores do Tempo mencionado pela primeira vez em The Deadly Assassin. Quando River pergunta ao Doutor como ele ultrapassou esse limite, ele responde que "uma coisa aconteceu", referindo-se aos eventos de "The Time of the Doctor", quando os Senhores do Tempo concederam-lhe um novo ciclo de regeneração.
Enquanto Flemming lê o diário de River, ele relaciona muitas das suas aventuras com o Doutor: a queda de Byzantium (mencionado pela primeira vez em "Silence in the Library" e mostrado em "Flesh and Stone"), um piquenique em Asgard ("Silence in the Library "), um encontro com Jim Fish ("The Impossible Astronaut") e sua mais recente viagem - para um lugar chamado "Manhattan" ("The Angels Take Manhattan").
O Doutor diz a River que "cada Natal é o último Natal", repetindo o que Danny Pink diz a Clara Oswald em "Last Christmas".
Quando o Doutor discute sobre os "casamentos" de River, ela narra alguns casamentos do próprio Doutor: Elizabeth I ("The Day of the Doctor"), Marilyn Monroe ("A Christmas Carol") e, possivelmente, Cleópatra.
Detalhes do último encontro do Doutor com River nas Singing Towers de Darillium, originalmente mencionados em "Forest of the Dead", são mostrados aqui. O Doutor diz que ele só tinha um corte de cabelo e estava vestindo seu melhor terno ("Você apareceu na minha porta, com um novo corte de cabelo e um terno"). Quando as torres cantaram, o Doutor derrama uma lágrima ("Oh, que noite que foi! As torres cantaram e você chorou"), e ele se recusa a dizer-lhe que esta é sua última noite juntos antes de sua morte ("Você não quis me dizer por que, mas eu suponho que você sabia que era hora. Meu tempo.") River menciona que o Doutor tinha adiado várias vezes, uma das quais foi mostrado no mini-episódio "Last Night".
O Doutor usa os dois bordões de River – "Olá, querida" e "Spoilers". A última linha de River ao Doutor é "Eu te odeio", a que o Doutor responde: "Não, você não odeia". Esta é uma brincadeira que River e o Décimo primeiro Doutor usaram muitas vezes, como em "The Impossible Astronaut". River também é mostrada como possuindo um fez vermelho, o chapéu favorito do Décimo primeiro Doutor.